# Obraz Matki Bożej Bytomskiej
Obraz Matki Bożej Bytomskiej (Bytomska Madonna) – obraz z XV wieku, zmodyfikowany w XVI wieku, nieznanego autorstwa; wizerunek przedstawiający Maryję z Dzieciątkiem w otoczeniu świętej Katarzyny Aleksandryjskiej oraz świętej Agnieszki Rzymianki, pierwotnie w typie hodegetrii, następnie w typie Virgo inter virgines (wywodzącym się od typu Sacra Conversazione), znajdujący się w kościele Wniebowzięcia Najświętszej Maryi Panny w Bytomiu; najcenniejszy zabytkek malarstwa średniowiecznego w rejonie Bytomia.

## Historia

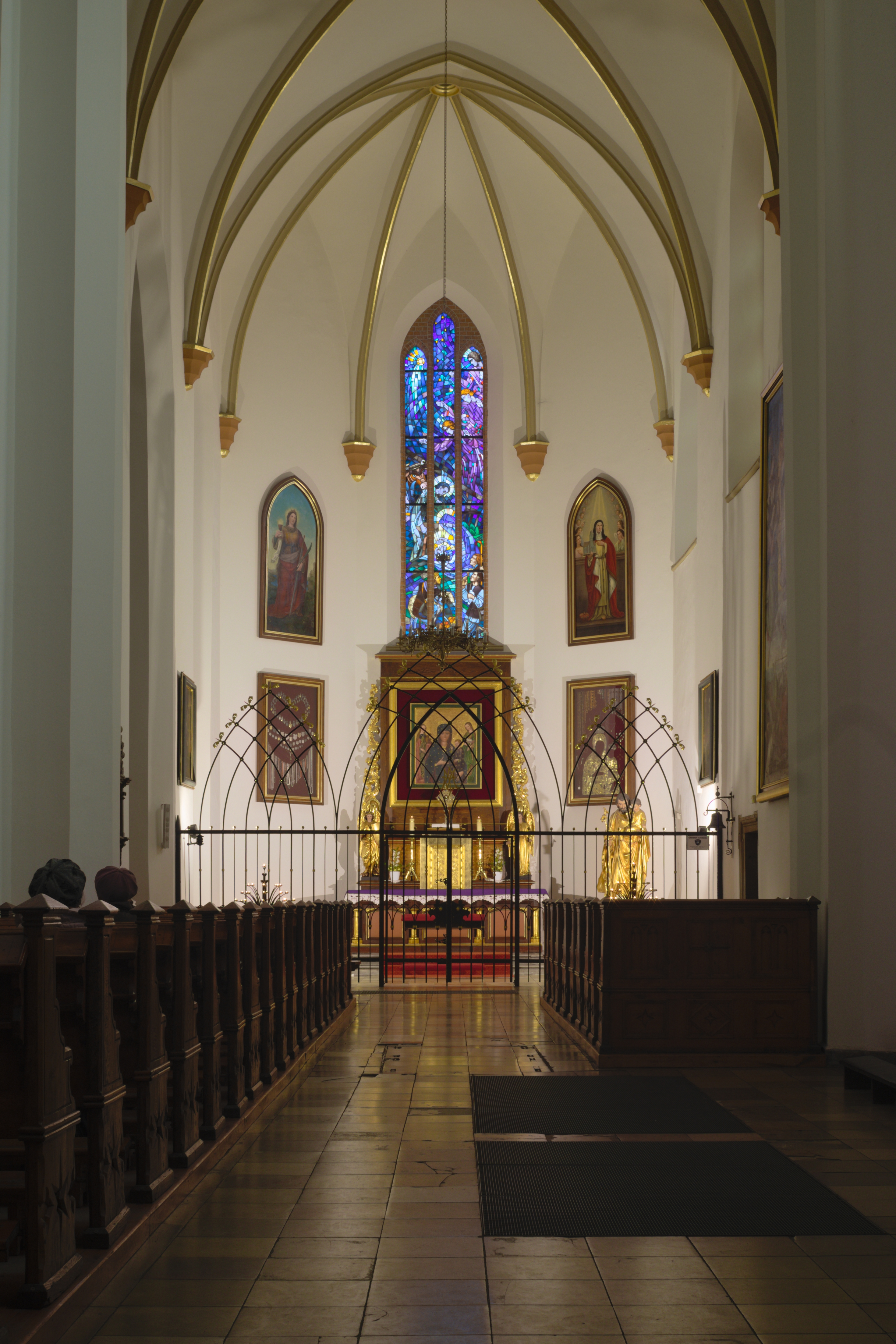
Południowa nawa kościoła Wniebowzięcia NMP w Bytomiu, w której znajduje się obraz Matki Boskiej Bytomskiej (2020)

Obraz od swego powstania był związany z kościołem Wniebowzięcia Najświętszej Maryi Panny w Bytomiu, mógł być umieszczony w środkowej części większego ołtarza kaplicy maryjnej, którą dobudowano do kościoła na początku XV wieku. Obraz pochodzi z XV wieku. prawdopodobnie powstał około 1400–1420 roku (według Macieja Dronia zapewne około 1416 roku). Autor, warsztat oraz miejsce powstania są nieznane, brak na nim jakichkolwiek sygnatur. Pierwotna wersja była przedstawieniem wyłącznie Maryi z Dzieciątkiem, w typie hodegetrii. Obraz został poddany renowacji na początku XVI wieku, do dzieła po bokach i u góry dołożono deski, które powiększyły jego pierwotną powierzchnię i domalowano postaci Katarzyny Aleksandryjskiej oraz Agnieszki Rzymianki, katolickich świętych dziewic męczennic, przez co zbliżył się stylistycznie do przedstawienia typu Sacra Conversazione (Świętej Rozmowy). Na gładkim tle grawerowano motywy roślinne, a wokół głowy Maryi w nimbie wyryto łacińską sentencję: Regina Coeli laetare, Alleluia, quia Quem meruisti portare (pol. Raduj się, Królowo Nieba, Alleluja, bo zasłużyłaś sobie, by Go nosić) – słowa średniowiecznej wielkanocnej antyfony.
Nie wiadomo, gdzie znajdował się obraz, gdy kościół został przejęty przez protestantów na przełomie XVI i XVII wieku. Gdy wrócił do odzyskanego przez katolików kościoła został z inicjatywy proboszcza Nykowskiego pod koniec XVII wieku udekorowany złoconą sukienką i koronami (zachowane do dziś). Od 1861 roku na skutek decyzji ks. Józefa Szafranka wizerunek znajdował się w Szombierkach, w kaplicy Najświętszej Marii Panny i Świętego Józefa w Bytomiu. Około 1970 roku dzieło było poddane badaniom i konserwacji w Katolickim Uniwersytecie Lubelskim. Podczas badań rentgenowskich ustalono, iż z pierwotnej wersji obrazu zachowały się jednynie twarz i dłonie Maryi. W 1972 roku obraz powrócił do parafii Wniebowzięcia Najświętszej Maryi Panny w Bytomiu (starania w tym kierunku poczynił ks. proboszcz Wacław Schenk), nie był jednak ze względów bezpieczeństwa eksponowany – w kościele parafialnym znajdowała się jego kopia. W 2016 roku oryginał umieszczono w nowym ołtarzu kościoła Wniebowzięcia Najświętszej Maryi Panny w Bytomiu, w kaplicy mariackiej, znajdującej się na prawo od prezbiterium, w południowej nawie świątyni. Ołtarz poświęcił biskup Rudolf Pierskała po mszy świętej 8 grudnia 2016 roku, uroczystości towarzyszyło odśpiewanie wezwań do Matki Boskiej Bytomskiej.
Nowy ołtarz, na którym od 2012 roku prezentowany jest obraz, powstał z wykorzystaniem wcześniejszych elementów według projektu Pracowni Konserwatorskiej Antique Style J.J. Łęgowskich z Katowic. Za prace stolarskie odpowiadał Jerzy Szala z zakładu w Tarnowskich Górach–Lasowicach. Kaplica mariacka jest wykorzystywana do adoracji Najświętszego Sakramentu. Kaplica z obrazem jest oddzielona od nawy bocznej ozdobną kratą, wykonaną przez firmę kowalską Stego 1 z Katowic.

## Charakterystyka wizerunku
Obraz został namalowany piwerwotnie na dwóch szerokich deskach lipowych farbami temperowymi; jego współczesne wymiary wynoszą 125 na 102 cm.
Obraz stanowi zarówno ikonę Bożego Macierzyństwa, jak i jest przedstawieniem typu Virgo inter virgines (pol. dziewica między dziewicami), które wywodzi się od wizerunków typu Sacra Conversazione. Pierwotne przedstawienie w typie hodegetrii obejmowało Maryję z Dzieciątkiem na jednolitym złotym tle. W centrum obrazu znajduje się Maryja przedstawiona w półpostaci, która trzyma Dzieciątko Jezus na swym lewym ramieniu, wskazuje na nie pełnym dostojeństwa gestem prawej dłoni. Jezus przestawiony jest w typie Emmanuela, jego prawa dłoń jest wzniesiona w geście błogosławieństwa, natomiast w lewej dłoni trzyma księgę (zwój albo kodeks Biblii). Maryję z Dzieciątkiem otaczają święte męczennice: z prawej Katarzyna Aleksandryjska z kawałkiem koła i mieczem oraz z lewej Agnieszka Rzymianka trzymająca księgę, na niej znajduje się baranek. Święte dziewice wskazują na wzory do naśladowania: Maryję i Jezusa. Głowy świętych otaczają nimby. Głowę Maryi otacza bogata podwójna aureola oraz łacińska sentencja: Regina Coeli laetare, Alleluia, quia Quem meruisti portare (pol. Raduj się, Królowo Nieba, Alleluja, bo zasłużyłaś sobie, by Go nosić), a tło pokrywają wygrawerowane w podkładzie gipsowym motywy roślinne, tj. zwijające się liście oraz rozwinięte duże sześciopłatkowe kwiaty.
Zbliżonymi wizerunkami są: Obraz Matki Boskiej z Koźla oraz Obraz Matki Bożej Kończyckiej. Na obu tych dziełach znajdują się te same napisy. Według niektórych badaczy bytomski wizerunek może być kopią obrazu z Koźla z racji dużego podobieństwa, inna teoria zakłada powstanie obu dzieł według jednego wzoru, prawdopodobnie czeskiego.

## Kult
Podczas Wielkiego Jubileuszu Roku 2000 wierni pielgrzymowali do bytomskiego wizerunku. Od 2000 roku w kościele Wniebowzięcia Najświętszej Maryi Panny w Bytomiu we wtorki odprawiane są nabożeństwa do Matki Boskiej Bytomskiej, w 2006 roku utworzono wspólnotę czcicieli Matki Boskiej Bytomskiej przy bytomskiej parafii Wniebiowzięcia Najświętszej Maryi Panny.